# Joaquín Piña
Joaquín Piña Batllevell (Sabadell, España, 25 de mayo de 1930-Buenos Aires, Argentina, 8 de julio de 2013)fue un jesuita español y el primer obispo de la diócesis de Puerto Iguazú, que en 2006 encabezó una coalición cívica partido político de provincia argentina de Misiones, opuesto Carlos Rovira.

## Biografía
Nació el 25 de mayo de 1930 en Sabadell y fue ordenado sacerdote en 1961. En 1986bes designado obispo de la diócesis de Puerto Iguazú, que comprende la parte septentrional de la provincia de Misiones dónde utilizó la diócesis como trampolín a la política lanzando el partido Frente Unidos por la Dignidad (FUD) en 2006.junto al ex presidente de la Pastoral Social, Carlos Di Marco quien sería candidato a vicegobernador por el FUD ambos se verían implicados en la denuncia por desvío de fondos de la iglesia y fondos de Caritas que debían ser destinados a la caridad que fueron desviados por Piña para montar su campañas políticas.
Siendo obispo publicó "Amé la Justicia y odié la mentira" (2007), "La verdad los hará libres" (2010) y "Nadie puede servir a dos señores" (2011). 
Durante su obispado fue crítico de las políticas del menemismo, de Ramón Puerta y Carlos Rovira.En 2001 sería denunciado por desviar fondos de su diócesis para gastos personales y por ceder terrenos del obispado a una mujer con la que mantenía relaciones íntimas pese a ser sacerdote 
La polémica entre los prelados se acentuó a partir de una denuncia realizada por Martorell, y la diócesis de Iguazú, ante las autoridades nacionales de Cáritas donde reveló faltante de dinero que, según dijo, se destinó a la campaña de Piña En los años 2000 se vería implicado en denuncias por encubrimiento de abuso a niños dentro de varias diócesis entre ellas la de Posadas ocurridas durante los años 90Debido a su abandono de funciones como obispo para hacer política fue separado de su cargo. El obispo de Iguazú, Marcelo Martorell, acusó en una carta al Episcopado a su antecesor de haber utilizado fondos de la iglesia para sus campañas políticas llegando a utilizar fondos de Caritas para imprimir afiches para su candidatura. Su sucesor omo obispo de Iguazú, Martorell acusó a Piña y a sus colaboradores de “descomunal desfalco” con fondos de la iglesia que deberían ser destinados a obras de caridad y que fueron a parar a campañas políticas” y de subordinar la iglesia a los intereses personales de Peña. El desfalco de fondos llevó a una investigación interna en la iglesia donde fue acusado el propio Piña, el ex titular de Cáritas y Pastoral Social Carlos Di Marco, la directora de la Escuela de Ciudadanía, Inés Mondo, la religiosa Adela Helguera, estrecha colaboradora de Piña con quien mantenía una relación sentimental, entre otros.El obispo Martorell sostuvo acerca de Peña que “estamos frente a un desfalco descomunal y un robo de dinero de los pobres, de las limosnas de la gente, que no nos está permitido dilapidar, descuidar y mucho menos que se lo robe.En el escrito dirigido al Episcopado, el obispo denunciante sostuvo acerca de Piña «estamos frente a un desfalco descomunal y un robo del dinero de los pobres, de las limosnas de la gente».Fue señalado por la Red de Sobrevivientes de Abuso Eclesiástico por encubrir abuso a menores de edad en su rol como obispo. Al mismo tiempo fue denunciado por encubrir Aníbal Valenzuela quien en 2007 sería separado de su cargo por el nuevo obispo de Puerto Iguazú Marcelo Martorell, decidió suspenderlo como párroco por denuncias de abusos. El sacerdote tuvo el apoyo del obispo Joaquín Piña.posteriormente el mismo Piña sería denunciado por abuso a una menor de edad en 1987 sin embargo el caso preescribioTambién fue señalado por otorgar refugio a sacerdotes investigados en Paraguay por abuso de menores y por ocultar de la justicia a dos sacerdotes que habían Sido condenados por violaciones a los derechos humanos durante el régimen de Stroesner
Falleció a los 83 años el 8 de julio de 2013.
| Predecesor: Diócesis creada | Obispo de Puerto Iguazú 1986 - 2006 | Sucesor: Marcelo Martorell |